# Gorica (ort i Kroatien, Istrien, lat 45,14, long 14,02)
Gorica är en ort i Kroatien.   Den ligger i länet Istrien, i den västra delen av landet, 170 km väster om huvudstaden Zagreb. Gorica ligger 348 meter över havet och antalet invånare är 900.
Terrängen runt Gorica är varierad. Runt Gorica är det ganska glesbefolkat, med 47 invånare per kvadratkilometer. Närmaste större samhälle är Labin, 9,7 km sydost om Gorica. Omgivningarna runt Gorica är en mosaik av jordbruksmark och naturlig växtlighet.